# Fuente el Saúz
Fuente el Saúz es un municipio y localidad española de la provincia de Ávila, en la comunidad autónoma de Castilla y León. El término municipal tiene una población de 151 habitantes (INE 2024).

## Símbolos
El escudo heráldico y la bandera que representan al municipio fueron aprobados oficialmente el 1 de julio de 2003. El escudo se blasona de la siguiente manera:

Escudo en forma española. En campo de gules, fuente de pilón hexagonal con dos caños zoomórficos, de plata, manantes de ondas de plata y azur, sumada de sauce al natural, fileteado de oro.Al timbre, Corona Real de España.
Boletín Oficial de Castilla y León nº 136 de 16 de julio de 2003

La descripción textual de la bandera es la siguiente:

Bandera de dimensiones 2:3,tercia al asta. Al batiente, sobre paño blanco o planta, el escudo municipal en sus esmaltes o colores; terciada al asta, de verde o sinople, muralla almenada de amarillo u oro, encajada al asta.
Boletín Oficial de Castilla y León nº 136 de 16 de julio de 2003

## Geografía
Ubicación
La localidad está situada a una altitud de 876 m sobre el nivel del mar.
| Noroeste: Canales          | Norte: Canales   | Noreste: Langa     |
| Oeste: Bernuy-Zapardiel    |                  | Este: Donjimeno    |
| Suroeste: Bernuy-Zapardiel | Sur: Constanzana | Sureste: Donjimeno |

## Historia

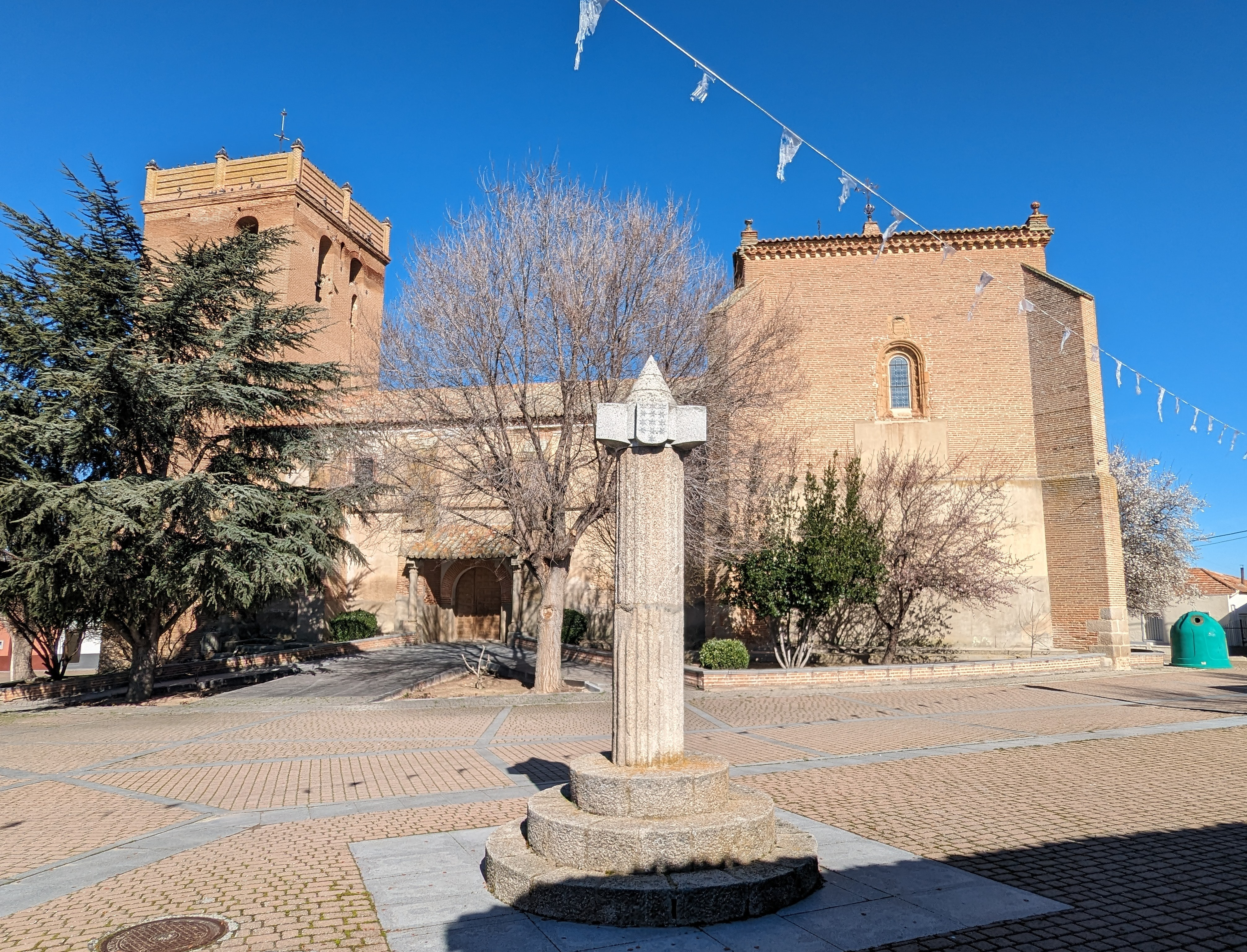
Iglesia de la Asunción de Nuestra Señora y rollo

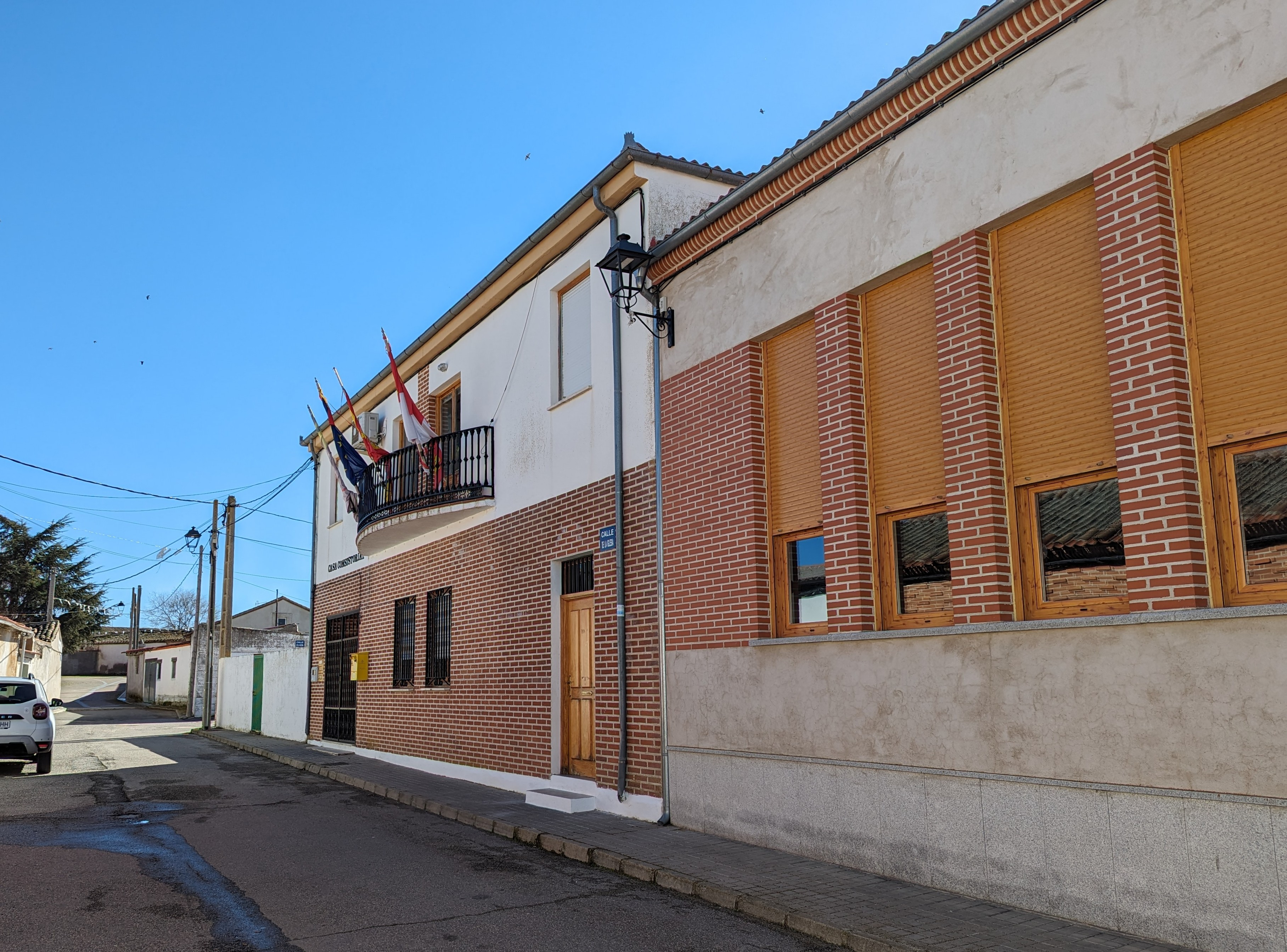
Casa consistorial

Hacia mediados del siglo XIX, el lugar tenía contabilizada una población de 123 habitantes. La localidad aparece descrita en el octavo volumen del Diccionario geográfico-estadístico-histórico de España y sus posesiones de Ultramar de Pascual Madoz de la siguiente manera:

FUENTE EL SANZ: v. con ayunt. en la prov. y dióc. de Avila (7 leg.), part. jud. de Arévalo (3), aud. lerr. de Madrid (22) y c. g. de Castilla la Vieja (Valladolid 14): sit. en terreno llano; la combaten todos los vientos, y su clima es propenso á fiebres intermitentes. Tiene 40 casas de regular distribucion; una plaza, sus calles sin empedrar; casa de ayunt. en la que está la cárcel, un palacio con su torre, propiedad del señor conde de Adanero; escuela de instruccion primaria comun á ambos sexos, cuyo maestro recibe de dotación 330 rs. y 14 fan. de trigo; una fuente de buenas aguas, de las que se utilizan los vec. para sus usos y el de los ganados, y una igl. parr. (Ntra. Sra. de la Asuncion), servida por un párroco, cuyo curato es de primer ascenso de presentacion de S. M. en los meses apostólicos, y del ob. en los ordinarios; en los afueras de la pobl. se encuentra una ermita (El Humilladero), y el cementerio en paraje que no ofende, la salud pública. El térm. confina N. Canales y Cabeza del Pozo á 3/4 leg.; E. Constanzana á 1; S. Bernuy Zapardiel á 1/2, y O. Langa y Don Gimeno á 1; comprende un desp. titulado San Juan de la Torre; un pequeño monte perteneciente al señor conde de Adanaro, y 2,200 fan. de tierra cultivada y 100 incultas: de las cultivadas 600 de primera calidad, 1,000 de segunda y 600 de tercera; hay algunos pastos, y le atraviesa un arroyo titulado Las Gabias, de escaso caudal y de curso interrumpido en verano, nace y perece en este térm. El terreno en lo general llano, es en parte miga y en parte flojo. caminos: los que dirijen á los pueblos limítrofes, en mediano estado. El correo se recibe de Arévalo por los mismos interesados. prod.: trigo, cebada, centeno, algarrobas, garbanzos y algunas legumbres; mantiene ganado lanar y vacuno, y cria caza de liebres y perdices. ind. y comercio: la agrícola y esportacion de lo sobrante á los mercados de Arévalo y Peñaranda de Bracamonte, en cuyos puntos los hab. de esta v. se surten de todo lo necesario. pobl.: 35 vec., 123 almas, cap. prod.: 808,175 rs. imp.: 32,327. ind. y fabril 1,450. contr.: 8,101 rs. 14 mrs.
(Madoz, 1847, p. 218)

## Demografía
Fuente el Saúz cuenta con una población de 151 habitantes (INE 2024).
| Gráfica de evolución demográfica de Fuente el Saúz entre 1842 y 2021                                                  |
| |
| Población de derecho según los censos de población del INE. Población de hecho según los censos de población del INE. |